# Lách tách trán vàng
Lách tách trán vàng, tên khoa học Schoeniparus variegaticeps, là một loài chim trong họ Pellorneidae.